# Lissone
Lissone là một thị xã và đô thị thuộc tỉnh Monza và Brianza, vùng Lombardia, miền bắc Italia. Lissone có cự ly 18 km so với Milano, thủ phủ vùng.
Lissone có dân số 41.142 người và diện tích là 9 km², mật độ dân số là 4.500 người trên mỗi km vuông. Khu vực này nằm ở độ cao 191 mét trên mực nước biển.
Toà thị chính nằm ở phố Gramsci.